# هارولد أبراهامز
هارولد أبراهامز (بالإنجليزية: Harold Abrahams)‏ (و. 1899 – 1978 م) هو منافس ألعاب قوى، وعداء سريع، ومحامي، وصحفي بريطاني، ولد في بيدفورد، شارك في الألعاب الأولمبية الصيفية 1924، والألعاب الأولمبية الصيفية 1920، توفي في منطقة أنفيلد، عن عمر يناهز 79 عاماً.

## التعليم
تعلم في مدرسة بيدفورد ‏، ومدرسة ريبتون ‏، وكلية غنفيل وكيوس.

## جوائز
حصل على جوائز منها:
- قائد وسام الامبراطورية البريطانية.

## روابط خارجية
- هارولد أبراهامز على موقع الاتحاد الدولي لألعاب القوى (الإنجليزية)
- هارولد أبراهامز على موقع اللجنة الأولمبية الدولية (الإنجليزية)
- هارولد أبراهامز على موقع أوليمبيديا (الإنجليزية)
- هارولد أبراهامز على موقع اللجنة الأولمبية البريطانية (الإنجليزية)